# Nikolaï Bogolepov
Pour les articles homonymes, voir Bogolepov.
Nikolaï Pavlovitch Bogolepov (en russe : Николай Павлович Боголепов), né le 27 novembre 1846 (9 décembre dans le calendrier grégorien), décédé le 2 mars 1901 (15 mars dans le calendrier grégorien), est un juriste et un homme politique russe, ministre de l'Instruction publique (ministre de l'Éducation nationale) de 1898 à 1901. Il succède à ce poste au comte Ivan Delianov.

## Biographie
Nikolaï Bogolepov fut un conservateur et un doctrinaire.
Il nait le 9 décembre 1846 dans un village situé dans la subdivision administrative (ouïezd) de Serpoukhov. Son père exerce la profession d'agent de police. En 1857, Nikolaï Pavlovitch s'installe à Moscou afin de continuer ses études dans le secondaire. Son père ne pouvant l'accompagner à Moscou, il vit dans une pension de famille. En 1864, ses études secondaires terminées, il entre en faculté de droit à l'université d'État de Moscou. Après avoir obtenu son diplôme, il entre au Département criminel du Sénat, poste qu'il abandonne en 1869 afin de poursuivre des études universitaires en droit romain. Professeur de faculté en 1881, élu recteur de l'université de Moscou en 1883, il continue l'enseignement du droit romain. Bogolepov vit une terrible tragédie en 1886 lorsque ses deux enfants sont tués dans une rixe. À la suite de cette malheureuse affaire, il n'est plus en mesure d'enseigner à l'université et démissionne. De nouveau recteur en 1891, il se retire en 1893 en raison de continuels troubles causés par des étudiants.

### Carrière politique
En 1895, Nicolas II lui confie le portefeuille de ministre de l'Instruction publique. Il doit faire face à d'énormes problèmes, le principal étant les perturbations ordinaires et variées des élèves et la réclamation de l'autonomie des Universités par la propagande révolutionnaire. Le gouvernement met en place plusieurs mesures restrictives qui ne font qu'aggraver la situation. En 1900, le ministre des Finances, Serge Witte présente une « réglementation provisoire » qui indique qu'un étudiant de niveau universitaire peut être enrôlé par l'armée en punition pour sa participation à des émeutes estudiantines. Nikolaï Pavlovitch Bogolepov ne fut pas l'auteur de cette très impopulaire innovation mais il l'appliqua. D'esprit conservateur, manquant de chaleur humaine, il est surnommé le Convive de pierre. Au début de 1901, il approuve l'enrôlement par l'armée de cent quatre-vingt-trois étudiants de l'université Saint-Vladimir de Kiev.

### Décès
Le 27 février 1901, un étudiant, Piotr Karpovitch, un partisan du parti socialiste révolutionnaire, tire une balle sur Bogolepov. Blessé au cou, le ministre de l'Instruction publique décède le 15 mars 1901.

### Condamnation et décès de Piotr Karpovitch
Piotr Karpovitch est condamné à vingt ans de Katorga (travaux forcés). Cinq ans plus tard, il s'évade. En 1917, il trouve la mort à bord d'un navire transportant des émigrés russes coulé par un sous-marin allemand.
Piotr Vannovski succède à Nikolaï Bogolepov au ministère de l'Instruction publique.

## Sources
- (en) Cet article est partiellement ou en totalité issu de l’article de Wikipédia en anglais intitulé « Nikolay Bogolepov » (voir la liste des auteurs).
- Nicolas II de Russie de Henri Troyat